# 朱塞佩·马志尼
朱塞佩·馬志尼（義大利語：Giuseppe Mazzini，義大利語發音：[dʒuˈzɛppe matˈtsiːni]；1805年6月22日—1872年3月10日），義大利作家、政治家，義大利統一運動的重要人物，出生于热那亚。
1830年，马志尼加入祕密革命組織燒炭黨。1831年，他前往馬賽，在那裡創立義大利青年黨。此黨的座右銘是「天主與人民」，並提出「恢復古羅馬光榮」的口號，基本信念是將意大利半島上的數個國家統一成為單一的共和國，為真正自由的義大利奠基。他從未接受君主制，因此在義大利統一之後繼續為建立民主及共和制而努力。他所帶領的政治運動後來成為義大利共和黨，一直到今天還存在。
他的政治思想被称为马志尼主义。他著有《論人的責任》。